# X. Mediteranske igre – Latakija 1987.
10. Mediteranske igre su bile održane u Latakiji u Siriji.
Sudjelovalo je 18 država koje su se natjecale u 19 sportskih disciplina.
Ovaj sportski događaj je trajao od 11. rujna do 25. rujna 1987.

## Tablica odličja
Ljestvica je napravljena prema broju osvojenih zlatnih, srebrnih i brončanih odličja. Kriterij je bio: više osvojenih zlatnih odličja nosi i više mjesto na ljestvici, a u slučaju istog broja, gleda se broj osvojenih srebrnih odličja, a u slučaju istog broja tih odličja, gleda se broj osvojenih brončanih odličja. U slučaju da je i tada isti broj, poredak je prema abecednom redu. Ovaj sustav primjenjuju Međunarodni olimpijski odbor, IAAF i BBC.

Podebljanim slovima i znamenkama je označen domaćinov rezultat na ovim Mediteranskim igrama.
| Mediteranske igre 1987. |             |       |        |        |       |
| Mj.                     | Država      | Zlato | Srebro | Bronca | Zbroj |
| 1.                      | Italija     | 69    | 45     | 37     | 151   |
| 2.                      | Jugoslavija | 17    | 19     | 17     | 53    |
| 3.                      | Francuska   | 16    | 30     | 23     | 69    |
| 4.                      | Španjolska  | 15    | 21     | 33     | 69    |
| 5.                      | Maroko      | 9     | 8      | 3      | 20    |
| 6.                      | Sirija      | 9     | 6      | 12     | 27    |
| 7.                      | Turska      | 8     | 9      | 22     | 39    |
| 8.                      | Grčka       | 7     | 14     | 16     | 37    |
| 9.                      | Alžir       | 5     | 3      | 4      | 12    |
| 10.                     | Egipat      | 4     | 4      | 6      | 14    |
| 11.                     | Albanija    | 3     | 1      | 4      | 8     |
| 12.                     | Tunis       | 2     | 4      | 5      | 11    |
| 13.                     | Cipar       | 2     | 0      | 0      | 2     |
| 14.                     | Libanon     | 0     | 1      | 0      | 1     |
| 14.                     | San Marino  | 0     | 1      | 0      | 1     |
|                         | UKUPNO      |       |        |        |       |

## Vanjske poveznice
- HTV sport  Arhivirana inačica izvorne stranice od 30. rujna 2007. (Wayback Machine) Povijest Mediteranskih igara
- HOO  Arhivirana inačica izvorne stranice od 5. kolovoza 2007. (Wayback Machine) Povijest na HOO-u
- Međunarodni odbor za Mediteranske igre  Arhivirana inačica izvorne stranice od 3. veljače 2007. (Wayback Machine)
- Atletski rezultati na gbrathletics.com
- SOO  Arhivirana inačica izvorne stranice od 12. srpnja 2007. (Wayback Machine)